# Jan Schmid
Jan Andreas Schmid (ur. 24 listopada 1983 w Trondheim) – norweski narciarz, specjalista kombinacji norweskiej, wicemistrz olimpijski i siedmiokrotny medalista mistrzostw świata.

## Kariera
Jan Schmid urodził się w norweskim Trondheim, mimo to do sezonu 2005/2006 reprezentował barwy Szwajcarii, skąd pochodzą jego rodzice - Ruth i Rudolf. W związku ze zmianą obywatelstwa w październiku 2006 roku Szwajcarska Federacja Narciarska zażądała od niego odszkodowania w wysokości 120 000 koron norweskich (ok. 23 000 dolarów). Gdyby Schmid nie zapłacił nie mógłby startować w zawodach przez rok. Ponadto zmiana reprezentacji po ukończeniu 23 roku życia byłaby znacznie trudniejsza. Jego pięć lat młodszy brat Tommy Schmid także uprawia kombinację. Po sezonie 2010/2011 poszedł w ślady Jana i złożył wniosek o przyznanie norweskiego obywatelstwa.
Po raz pierwszy na arenie międzynarodowej Jan Schmid pojawił się 1 grudnia 2001 roku, kiedy wystartował w konkursie Pucharu Świata B. Zajął wtedy 24. miejsce w zawodach metodą Gundersena w Vuokatti. Jeszcze przed końcem 2001 roku, 29 grudnia w Oberwiesenthal zadebiutował w Pucharze Świata zajmując 32. miejsce w sprincie. W sezonie 2001/2002 wystartował jeszcze siedmiokrotnie, w tym 5 stycznia 2002 roku w Schonach zdobył pierwsze pucharowe punkty, zajmując 18. pozycję w Gundersenie. W klasyfikacji generalnej zajął 37. miejsce. W lutym 2002 roku wystartował na igrzyskach olimpijskich w Salt Lake City zajmując siódme miejsce w konkursie drużynowym. Zajął także czwarte miejsce w Gundersenie na mistrzostwach świata juniorów w Schonach.
W sezonach 2002/2003 – 2006/2007 nie osiągał większych sukcesów w zmaganiach pucharowych. Najlepsze wyniki osiągnął 2 stycznia 2004 roku w Reit im Winkl i 21 stycznia 2006 roku w Harrachovie, gdzie zajmował szóste miejsce w sprincie. W tym czasie wystartował na mistrzostwach świata juniorów w Sollefteå, gdzie siódmy w Gundersenie i dziesiąty w sprincie. Kilkanaście dni później wystąpił także na mistrzostwach świata w Val di Fiemme. Nie wystartował w drużynie, a indywidualnie był trzydziesty w sprincie, a w Gundersenie zajął 27. lokatę. Podczas mistrzostw świata w Oberstdorfie w 2005 roku jego najlepszym indywidualnym wynikiem było 29. miejsce w Gundersenie. Wraz z kolegami z reprezentacji Szwajcarii zajął szóste miejsce w sztafecie. Jego ostatnim startem na dużej imprezie w barwach Szwajcarii były igrzyska olimpijskie w Turynie w 2006 roku, gdzie w konkursie drużynowym Szwajcarzy ze Schmidem w składzie zajęli czwarte miejsce, przegrywając walkę o brązowy medal z Finami.
Sezon 2006/2007 był pierwszym, w którym reprezentował kraj swego urodzenia. Podobnie jak w kolejnym sezonie nie odniósł żadnych sukcesów. Dwukrotnie znalazł się w pierwszej dziesiątce zawodów: 3 lutego 2007 roku w Zakopanem był dziewiąty w starcie masowym, a 6 stycznia 2008 roku w Schonach był ósmy w Gundersenie. Przełom nastąpił w sezonie 2008/2009. W swoim piątym starcie cyklu, 20 grudnia 2008 roku w Ramsau po raz pierwszy stanął na podium zawodów Pucharu Świata, zajmując trzecie miejsce w Gundersenie. Na tym jednak nie poprzestał i 10 stycznia w Val di Fiemme był trzeci w starcie masowym, a 7 lutego w Seefeld oraz 14 lutego w Klingenthal był ponownie trzeci w Gundersenie. W klasyfikacji generalnej zajął siódme miejsce. Podczas mistrzostw świata w Libercu wspólnie z Mikko Kokslienem, Petterem Tande i Magnusem Moanem wywalczył brązowy medal w konkursie drużynowym. Ponadto w konkursie indywidualnym metodą Gundersena na normalnej skoczni zdobył srebrny medal, ulegając tylko Toddowi Lodwickowi ze Stanów Zjednoczonych. Schmid był drugi już po skokach i do biegu przystąpił ze stratą tylko dwóch sekund do Lodwicka. Amerykanina nie wyprzedził, ale zdołał obronić drugie miejsce przed atakami innego zawodnika z USA – Billa Demonga.
W sezonach 2009/2010 i 2010/2011 nie stawał na podium, często jednak plasował się w pierwszej dziesiątce zawodów, między innymi kilkakrotnie zajmując czwarte miejsce. W klasyfikacji generalnej zajmował odpowiednio siedemnaste i ósme miejsce. W 2010 roku wziął udział w igrzyskach olimpijskich w Vancouver, gdzie indywidualnie zajął 23. miejsce w Gundersenie na normalnej skoczni, a w konkursie drużynowym był piąty. Rok później, na mistrzostwach świata w Oslo w konkursach drużynowych na obu skoczniach Norwegowie w składzie: Jan Schmid, Magnus Moan, Mikko Kokslien i Håvard Klemetsen zdobyli brązowe medale. Indywidualnie Schmid wypadł przeciętnie, zajmując czternaste miejsce w Gundersenie na dużej i 24. miejsce na normalnej skoczni. W lecie 2010 roku wziął udział w trzynastej edycji Letniego Grand Prix w kombinacji norweskiej. Cykl zakończył na szóstej pozycji, przy czym ani razu nie stanął na podium. W czternastej edycji LGP wywalczył jedno podium - 28 sierpnia 2011 roku w Oberwiesenthal był drugi w zawodach Penalty Race. W klasyfikacji końcowej był trzynasty.
Pierwsze w karierze zwycięstwo w zawodach Pucharu Świata Schmid odniósł na początku sezonu 2011/2012. Miało to miejsce 10 grudnia 2011 roku, kiedy zwyciężył w zawodach metodą Gundersena, rozgrywanych w austriackim Ramsau. W pozostałej części sezonu jeszcze dziesięciokrotnie plasował się w czołowej dziesiątce, na podium stając raz - 3 marca 2012 roku w Lahti, gdzie ponownie był najlepszy w Gundersenie. W klasyfikacji generalnej był ostatecznie dziewiąty. W kolejnym sezonie nie stawał na podium zawodów pucharowych, tylko trzykrotnie zajmując miejsce w czołowej dziesiątce. Nie wystąpił na mistrzostwach świata w Val di Fiemme w 2013 roku oraz rozgrywanych rok później igrzyskach olimpijskich w Soczi. Sezon 2013/2014 ukończył na czternastej pozycji w klasyfikacji generalnej. Na podium stanął jeden raz - 26 stycznia 2014 roku w Oberstdorfie zajął drugie miejsce na dużej skoczni.
W dwóch kolejnych sezonach łącznie siedem razy stawał na podium: 16 stycznia 2015 roku w Seefeld, tydzień później w Sapporo, 30 stycznia 2015 roku w Val di Fiemme i 5 marca 2016 roku w Schonach był drugi, a 6 grudnia 2014 roku w Lillehammer, 4 stycznia 2015 roku w Schonach i 19 lutego w Lahti zajmował trzecie miejsce w Gundersenie. W klasyfikacji generalnej był kolejno siódmy i ósmy. Wystąpił w obu konkurencjach indywidualnych podczas mistrzostw świata w Falun w lutym 2015 roku, jednak plasował się w czwartej dziesiątce. Słabsze występy w sezonie 2016/2017 (23. miejsce w klasyfikacji generalnej) sprawiły, że nie wziął udziału w mistrzostwach świata w Lahti.
Najlepsze wyniki osiągnął w sezonie 2017/2018, kiedy siedem razy plasował się w najlepszej trójce zawodów PŚ, odnosząc przy tym trzy zwycięstwa: 14 stycznia w Val di Fiemme, 20 stycznia w Chaux-Neuve i 4 lutego 2018 roku w Hakubie był najlepszy w Gundersenie na dużej skoczni. W lutym 2018 roku wziął udział w igrzyskach olimpijskich w Pjongczangu wspólnie z Espenem Andersenem, Jarlem Magnusem Riiberem i Jørgenem Gråbakiem wywalczył srebrny medal w sztafecie. Był też jedenasty na dużej skoczni, a na normalnej zajął 25. miejsce.
Po sezonie 2018/2019 zawodnik zakończył sportową karierę.

## Osiągnięcia

### Igrzyska olimpijskie
| Miejsce | Dzień     | Rok  | Miejscowość    | Konkurencja           | Wynik zwycięzcy | Strata  | Zwycięzca           |
| ------- | --------- | ---- | -------------- | --------------------- | --------------- | ------- | ------------------- |
| 7.      | 14 lutego | 2002 | Salt Lake City | Sztafeta K-90/4x5 km  | 48:42,2         | +3:25,7 | Finlandia           |
| 4.      | 15 lutego | 2006 | Pragelato      | Sztafeta HS134/4x5 km | 49:52,6         | +1:22,3 | Austria             |
| 23.     | 14 lutego | 2010 | Vancouver      | Gundersen HS106/10 km | 25:47,1         | +1:22,5 | Jason Lamy Chappuis |
| 5.      | 23 lutego | 2010 | Vancouver      | Sztafeta HS140/4x5 km | 49:31,6         | +54,3   | Austria             |
| 25.     | 14 lutego | 2018 | Pjongczang     | Gundersen HS109/10 km | 24:51,4         | +2:43,4 | Eric Frenzel        |
| 11.     | 20 lutego | 2018 | Pjongczang     | Gundersen HS140/10 km | 23:52,5         | +1:27,2 | Johannes Rydzek     |
| 2.      | 22 lutego | 2018 | Pjongczang     | Sztafeta HS140/4x5 km | 46:09,8         | +31,7   | Niemcy              |

### Mistrzostwa świata
| Miejsce | Dzień     | Rok  | Miejscowość      | Konkurencja                     | Wynik zwycięzcy | Strata  | Zwycięzca           |
| ------- | --------- | ---- | ---------------- | ------------------------------- | --------------- | ------- | ------------------- |
| 27.     | 21 lutego | 2003 | Val di Fiemme    | Gundersen K-95/15 km            | 37:54,2         | +5:24,6 | Ronny Ackermann     |
| 30.     | 28 lutego | 2003 | Val di Fiemme    | Sprint K-120/7,5 km             | 18:47,8         | +2:01,9 | Johnny Spillane     |
| 29.     | 18 lutego | 2005 | Oberstdorf       | Gundersen HS100/15 km           | 38:56,2         | +3:41,1 | Ronny Ackermann     |
| 6.      | 23 lutego | 2005 | Oberstdorf       | Sztafeta HS137/4x5 km           | 49:45,5         | +2:44,0 | Norwegia            |
| 32.     | 27 lutego | 2005 | Oberstdorf       | Sprint HS137/7,5 km             | 20:15,6         | +3:16,4 | Ronny Ackermann     |
| 13.     | 20 lutego | 2009 | Liberec          | Start masowy HS100/10 km        | 24:49,7         | +7,9    | Todd Lodwick        |
| 2.      | 22 lutego | 2009 | Liberec          | Gundersen HS100/10 km           | 24:22,3         | +13,0   | Todd Lodwick        |
| 3.      | 26 lutego | 2009 | Liberec          | Sztafeta HS134/4x5 km           | 48:32,3         | +3,6    | Japonia             |
| 12.     | 28 lutego | 2009 | Liberec          | Gundersen HS134/10 km           | 23:36,6         | +1:28,1 | Bill Demong         |
| 24.     | 26 lutego | 2011 | Oslo             | Gundersen HS106/10 km           | 25:19,2         | +2:07,9 | Eric Frenzel        |
| 3.      | 28 lutego | 2011 | Oslo             | Sztafeta HS106/4x5 km           | 48:07,8         | +40,6   | Austria             |
| 14.     | 2 marca   | 2011 | Oslo             | Gundersen HS134/10 km           | 25:31,6         | +1:18,0 | Jason Lamy Chappuis |
| 3.      | 4 marca   | 2011 | Oslo             | Sztafeta HS134/4x5 km           | 48:07,8         | +40,6   | Austria             |
| 31.     | 20 lutego | 2015 | Falun            | Gundersen HS100/10 km           | 26:38,9         | +2:31,4 | Johannes Rydzek     |
| 31.     | 26 lutego | 2015 | Falun            | Gundersen HS134/10 km           | 22:45,8         | +2:25,3 | Bernhard Gruber     |
| 2.      | 22 lutego | 2019 | Seefeld in Tirol | Gundersen HS130/10 km           | 23:43,0         | +4,3    | Eric Frenzel        |
| 2.      | 24 lutego | 2019 | Seefeld in Tirol | Sprint drużynowy HS130/2x7,5 km | 28:29,5         | +8,2    | Niemcy              |
| 21.     | 28 lutego | 2019 | Seefeld in Tirol | Gundersen HS109/10 km           | 25:01,3         | +1:50,6 | Jarl Magnus Riiber  |
| 1.      | 2 marca   | 2019 | Seefeld in Tirol | Sztafeta HS109/4x5 km           | 50:15,5         | -       | -                   |

### Mistrzostwa świata juniorów
| Miejsce | Dzień       | Rok  | Miejscowość | Konkurencja          | Wynik zwycięzcy | Strata  | Zwycięzca        |
| ------- | ----------- | ---- | ----------- | -------------------- | --------------- | ------- | ---------------- |
| 4.      | 23 stycznia | 2002 | Schonach    | Gundersen K90/10 km  | 30:54,2         | +2:22,4 | Björn Kircheisen |
| 7.      | 5 lutego    | 2003 | Sollefteå   | Gundersen K107/10 km | ?               | +2:36,7 | Björn Kircheisen |
| 10.     | 9 lutego    | 2003 | Sollefteå   | Sprint K107/5 km     | 14.02,6         | +1:42,7 | Björn Kircheisen |

### Puchar Świata

#### Miejsca w klasyfikacji generalnej
- sezon 2001/2002: 37.
- sezon 2002/2003: 47.
- sezon 2003/2004: 18.
- sezon 2004/2005: 34.
- sezon 2005/2006: 30.
- sezon 2006/2007: 24.
- sezon 2007/2008: 22.
- sezon 2008/2009: 7.
- sezon 2009/2010: 17.
- sezon 2010/2011: 8.
- sezon 2011/2012: 9.
- sezon 2012/2013: 27.
- sezon 2013/2014: 14.
- sezon 2014/2015: 7.
- sezon 2015/2016: 8.
- sezon 2016/2017: 23.
- sezon 2017/2018: 2.
- sezon 2018/2019: 14.

#### Miejsca na podium chronologicznie
| Nr  | Data              | Miejscowość   | Konkurencja              | Wynik zwycięzcy | Pozycja | Strata  | Zwycięzca          |
| --- | ----------------- | ------------- | ------------------------ | --------------- | ------- | ------- | ------------------ |
| 1.  | 20 grudnia 2008   | Ramsau        | Gundersen HS98/10 km     | 25:59,4         | 3.      | +37,3   | Bill Demong        |
| 2.  | 10 stycznia 2009  | Val di Fiemme | Start masowy HS134/10 km | 26:20,3         | 3.      | +54,4   | Björn Kircheisen   |
| 3.  | 11 stycznia 2009  | Val di Fiemme | Gundersen HS134/10 km    | 27:33,1         | 2.      | +4,1    | Magnus Moan        |
| 4.  | 7 lutego 2009     | Seefeld       | Gundersen HS100/10 km    | 25:29,0         | 3.      | +4,9    | Mario Stecher      |
| 5.  | 14 lutego 2009    | Klingenthal   | Gundersen HS140/10 km    | 27:16,7         | 3.      | +1:04,1 | Anssi Koivuranta   |
| 6.  | 10 grudnia 2011   | Ramsau        | Gundersen HS100/10 km    | 22:05,8         | 1.      | -       | -                  |
| 7.  | 3 marca 2012      | Lahti         | Gundersen HS130/10 km    | 23:43,4         | 1.      | -       | -                  |
| 8.  | 26 stycznia 2014  | Oberstdorf    | Gundersen HS137/10 km    | 27:32,2         | 2.      | +0,5    | Eric Frenzel       |
| 9.  | 6 grudnia 2014    | Lillehammer   | Gundersen HS138/10 km    | 25:01,9         | 3.      | +12,3   | Eric Frenzel       |
| 10. | 4 stycznia 2015   | Schonach      | Gundersen HS106/10 km    | 24:38,2         | 3.      | +2,3    | Lukas Klapfer      |
| 11. | 16 stycznia 2015  | Seefeld       | Gundersen HS109/5 km     | 12:05,0         | 2.      | +2,3    | Eric Frenzel       |
| 12. | 23 stycznia 2015  | Sapporo       | Gundersen HS134/10 km    | 27:23,1         | 2.      | +5,0    | Eric Frenzel       |
| 13. | 30 stycznia 2015  | Val di Fiemme | Gundersen HS134/10 km    | 29:13,9         | 2.      | +7,8    | Bernhard Gruber    |
| 14. | 19 lutego 2016    | Lahti         | Gundersen HS130/10 km    | 23:57,7         | 3.      | +32,2   | Eric Frenzel       |
| 15. | 5 marca 2016      | Schonach      | Gundersen HS106/10 km    | 23:32,8         | 2.      | +15,4   | Eric Frenzel       |
| 14. | 24 listopada 2017 | Ruka          | Gundersen HS142/5 km     | 12:58,0         | 2.      | +7,7    | Espen Andersen     |
| 15. | 3 grudnia 2017    | Lillehammer   | Gundersen HS138/10 km    | 26:25,1         | 2.      | +3,4    | Espen Andersen     |
| 16. | 16 grudnia 2017   | Ramsau        | Gundersen HS96/10 km     | 24:17,8         | 3.      | +8,1    | Eric Frenzel       |
| 17. | 14 stycznia 2018  | Val di Fiemme | Gundersen HS135/10 km    | 26:19,9         | 1.      | -       | -                  |
| 18. | 20 stycznia 2018  | Chaux-Neuve   | Gundersen HS118/10 km    | 23:59,7         | 1.      | -       | -                  |
| 19. | 3 lutego 2018     | Hakuba        | Gundersen HS131/10 km    | 24:14,6         | 2.      | +1:12,6 | Akito Watabe       |
| 20. | 4 lutego 2018     | Hakuba        | Gundersen HS131/10 km    | 25:36,5         | 1.      | -       | -                  |
| 21. | 17 marca 2019     | Schonach      | Gundersen HS106/10 km    | 25:14,9         | 2.      | +25,0   | Jarl Magnus Riiber |

### Puchar Kontynentalny

#### Miejsca w klasyfikacji generalnej
- sezon 2000/2001: 74.
- sezon 2002/2003: 8.
- sezon 2012/2013: 61.
- sezon 2013/2014: nie brał udziału
- sezon 2014/2015: nie brał udziału
- sezon 2015/2016: nie brał udziału
- sezon 2016/2017: 25.

#### Miejsca na podium chronologicznie
| Nr | Data             | Miejscowość | Konkurencja             | Wynik zwycięzcy | Pozycja | Strata | Zwycięzca        |
| -- | ---------------- | ----------- | ----------------------- | --------------- | ------- | ------ | ---------------- |
| 1. | 2 grudnia 2001   | Vuokatti    | Start masowy K-90/15 km | ?               | 2.      | +9,0   | Mathieu Martinez |
| 2. | 9 grudnia 2001   | Bardu       | Sprint K-90/7,5 km      | ?               | 3.      | +1,7   | Nicolas Bal      |
| 3. | 11 stycznia 2002 | Baiersbronn | Start masowy K-90/10 km | ?               | 1.      | -      | -                |
| 4. | 14 stycznia 2002 | Baiersbronn | Sprint K-90/7,5 km      | ?               | 1.      | -      | -                |
| 5. | 11 marca 2003    | Trondheim   | Sprint K-120/7,5 km     | ?               | 2.      | +3,0   | Magnus Moan      |
| 6. | 21 grudnia 2003  | Ruhpolding  | Gundersen K115/15 km    | ?               | 1.      | -      | -                |
| 7. | 23 stycznia 2005 | Baiersbronn | Sprint HS90/7,5 km      | ?               | 2.      | +3,0   | Kevin Arnould    |

### Letnie Grand Prix

#### Miejsca w klasyfikacji generalnej
- 2007: niesklasyfikowany
- 2008: 29.
- 2009: nie brał udziału
- 2010: 6.
- 2011: 13.
- 2012: nie brał udziału
- 2013: 4.
- 2014: 14.
- 2015: nie brał udziału
- 2016: 8.
- 2017: (12.)[14]
- 2018: (30.)[15]

#### Miejsca na podium chronologicznie
| Nr | Data             | Miejscowość    | Konkurencja              | Wynik zwycięzcy | Pozycja | Strata | Zwycięzca        |
| -- | ---------------- | -------------- | ------------------------ | --------------- | ------- | ------ | ---------------- |
| 1. | 28 sierpnia 2011 | Oberwiesenthal | Penalty Race HS106/10 km | 25:26,2         | 2.      | +29,3  | Johannes Rydzek  |
| 2. | 28 sierpnia 2013 | Villach        | Gundersen HS98/10 km     | 23:13,7         | 3.      | +1,5   | Håvard Klemetsen |
| 3. | 30 sierpnia 2013 | Oberstdorf     | Gundersen HS137/10 km    | 26:07,5         | 2.      | +8,7   | Bernhard Gruber  |
| 4. | 30 września 2017 | Planica        | Gundersen HS139/10 km    | 24:21,3         | 3.      | +0,6   | Magnus Moan      |